# وادیم واکارچوک
وادیم واکارچوک (انگلیسی: Vadim Vacarciuc؛ زادهٔ ۱ اکتبر ۱۹۷۲) وزنه‌بردار اهل مولداوی بود.
وی در مسابقات کشوری و بین‌المللی در مجموع برندهٔ ۱ مدال نقره، ۳ مدال برنز شده‌است.